# 폴 래

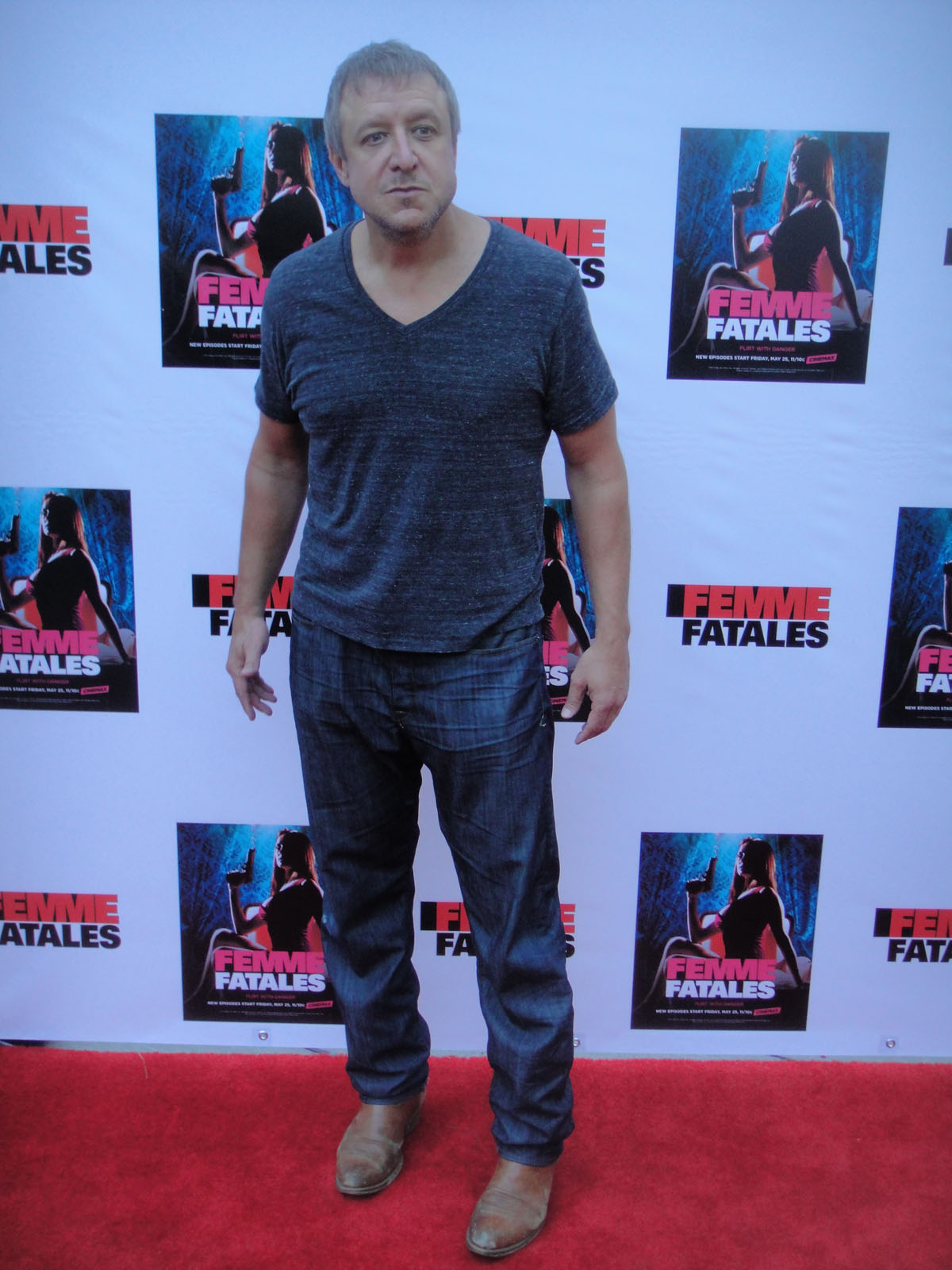

폴 레이(Paul Rae Stuart, 1968년 6월 27일 ~ )는 미국의 배우이다.
뉴올리언스에서 태어났다.

## 출연 작품
- 다크 메르디안 (2017년)
- 노 웨이 투 라이브 (2016년)
- 샹그릴라 스위트 (2016년)
- 영국 남자처럼 사랑하는 법 (2015년) - 차드 역
- 텍사스 전기톱 연쇄살인사건 3D (2013년) - 버트 하트먼 시장 역
- 인사이드 (2012년)
- 산타포스 2: 산타펍스 (2012년)
- 케인 파일 (2010년) - 제레미 역
- 더 브레이브 (2010년) - 에멧 퀸시 역
- 미드겟츠 Vs. 마스코츠 (2009년)
- 산타 버디즈 (2009년)
- 마법의 히드라 (2009, Hydra)
- 더블유 (2008년)
- 마지막 자장가 (2008년)
- 스노우 버디 (2008년)
- 본 이터 (2007년)
- 윈드피셔맨 (2007년)
- 대디 데이 캠프 (2007년)
- 넥스트 (2007년)
- 에어 버디즈 (2006년)
- 코치 카터 (2005년)
- 더 패키지 (2002년) - 밀러 역

### 텔레비전
- NCIS 시즌2 (2004년) - 스티브 헤이거 역
- 위기의 주부들 (2004년)
- 웨스트 윙 시즌1 (1999년)
- 브록마이어